# Zapallar
Zapallar este un târg și comună din provincia Petorca, regiunea Valparaíso, Chile, cu o populație de 5.933 locuitori (2012) și o suprafață de 288 km2.